# The Divide (Meerenge)
The Divide (englisch für Die Kluft oder Die Wasserscheide; in Argentinien Istmo El Divisor) ist ein schmaler Kanal im Archipel der Südlichen Orkneyinseln. Er verläuft zwischen der Matthews-Insel und dem südöstlichen Ausläufer der Coronation-Insel und verbindet die Whale Bay im Westen mit der Lewthwaite Strait im Osten.
Der norwegische Walfängerkapitän Petter Sørlle kartierte ihn zwischen 1912 und 1913 als Isthmus. Gleiches geschah durch Teilnehmer der britischen Discovery Investigations im Jahr 1933. Durch sie erfolgte auch die deskriptive Benennung. Die wahre Natur dieses geographischen Objekts deckte der Falkland Islands Dependencies Survey nach Vermessungen im Jahr 1957 auf.